# Arif Mardin
 (avril 2025).
Arif Mardin est un producteur musical turco-américain, né le 15 mars 1932 à Istanbul et mort le 25 juin 2006 à New York.
Figure de la maison de disques Atlantic Records (créée par le turc Ahmet Ertegün), il a notamment collaboré avec Queen, Aretha Franklin, Roberta Flack, Diana Ross, Barbra Streisand, les Bee Gees, Phil Collins et Norah Jones.